# 리들 드럼

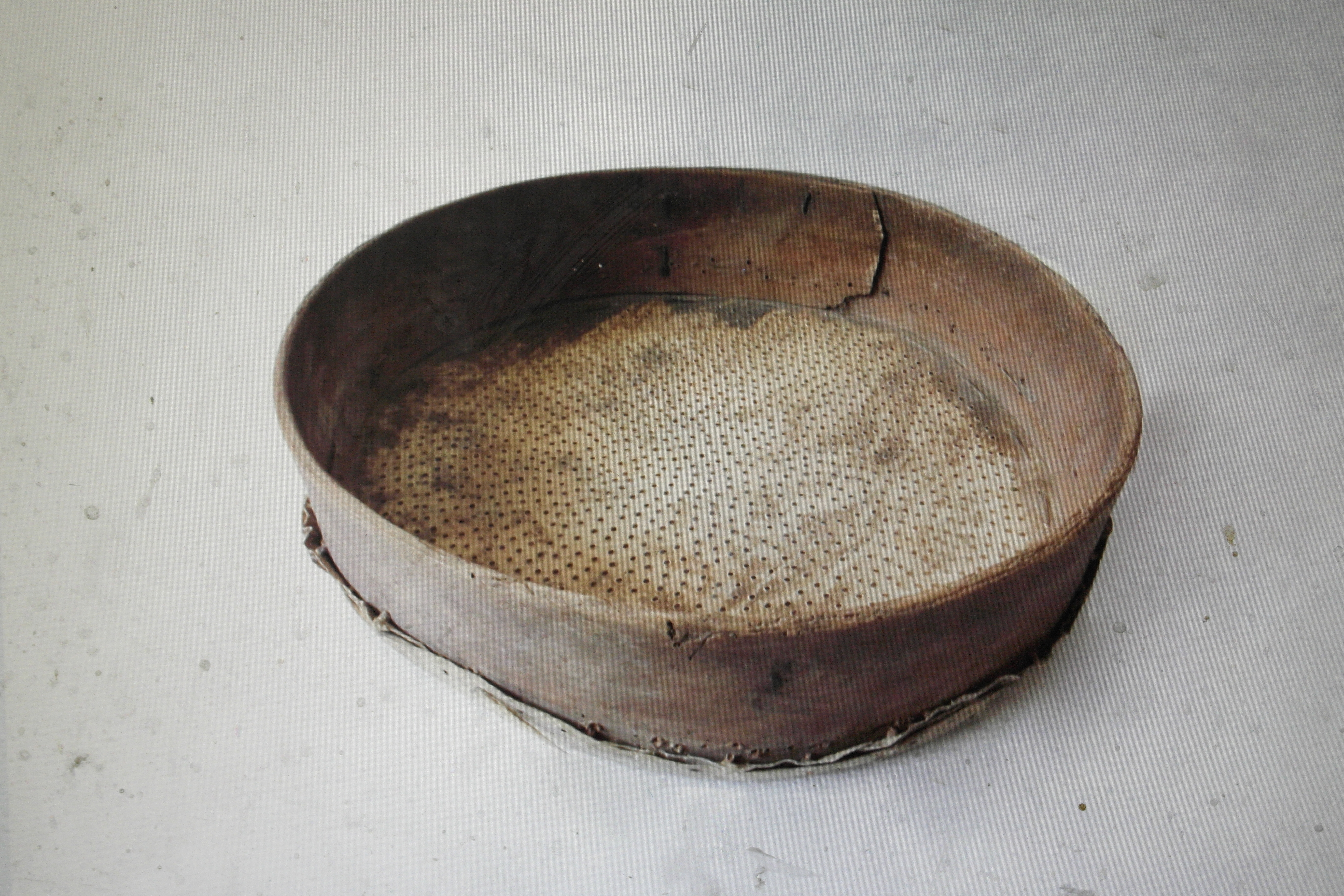
리들 드럼의 뒷면

리들 드럼(riddle drum)은 영국의 전통 민속 음악에서 사용되는 프레임 드럼이다. 원래, 이 악기는 옥수수를 베는 데 사용되는 커다란 농업용 체였다. 나무틀을 십자가 모양으로 교차해서 꼰 후, 양가죽으로 덮어 만들었다. 농부들은 이 틀이 타악기의 역할을 할 수 있다는 것을 깨달았고, 독특한 리듬과 연주 스타일을 발전시켰다.
리들 드럼이라는 이름의 기록 중 가장 빠른 것은 1950년대이다. 이때 리들 드럼 연주 전통은 잉글랜드 남부에 남아있었다. 그 당시 리들 드럼이라는 이름이 남부 영어에서만 사용되고 다른 지역에서는 다른 이름으로 불렸었는지, 아니면 한때 전국적으로 리들 드럼으로 불렸는지는 알려져 있지 않다.